# Bundesstraße 169
Die Bundesstraße 169 (Abkürzung: B 169) ist eine deutsche Bundesstraße in Brandenburg und im Freistaat Sachsen.

## Geschichte
Der Streckenabschnitt zwischen Chemnitz und Stollberg wurde 1823 zur Chaussee ausgebaut.
Die Reichsstraße 169 zwischen Cottbus und Plauen-Kleinfriesen wurde um 1937 eingeführt. Sie führte von Plauen Kleinfriesen über Großfriesen und traf den jetzigen Streckenverlauf an der sogenannten Dreckschenke. Ab Neuensalz wurde in der DDR umgebaut. Bauplanunterlagen belegen, dass Bauarbeiten Anfang der 1970er Jahre vorgenommen wurden. In der DDR wurde sie als Fernverkehrsstraße 169 (Abkürzung F 169) bezeichnet.
Am 22. September 2008 wurde nach knapp fünfjähriger Bauzeit die Ortsumgehung Senftenberg für den Verkehr freigegeben. Die Freigabe der Ortsumfahrung Drebkau erfolgte am 14. Dezember 2009.

### Abstufungen
Mit Wirkung zum 1. Januar 2016 wurde der Abschnitt zwischen der Autobahnauffahrt A 72 in Niederdorf und der Bundesstraße 173 Südring Chemnitz zu den Staatsstraßen 256 und 258 herabgestuft.

## Ausbau

### Sachsen
Zurzeit wird die B 169 im II. Abschnitt im Raum Riesa/Döbeln ausgebaut. Von der Anschlussstelle der B 6 in Seerhausen bis zum fertiggestellten vierstreifigen Teil in Riesa wurde sie als B 169n ausgebaut und am 24. September 2012 für den Verkehr freigegeben. Der Europäische Fonds für regionale Entwicklung beteiligte sich mit 20 Millionen Euro an den Kosten.
Der weitere Ausbau soll laut Sächsischer Staatsregierung bis zur Anschlussstelle A 14 Döbeln Nord vorgenommen werden. Das Vorhaben im Speziellen dient der Herstellung einer leistungsfähigen Straßenverbindung zwischen der Stadt Riesa und der Bundesautobahn 14 nördlich von Döbeln. Es führt in diesem Bereich zu einer verkehrlichen Entlastung der Ortslagen Salbitz und Seerhausen. Durch die Realisierung werden die derzeitigen Lärm- und Immissionsbelastungen ausgehend von der Verkehrsbelegung mit einem hohen Schwerverkehrsanteil für die Anwohner beseitigt, welches verbunden ist mit einer Aufwertung der Lebensqualität. Die Reisezeit verkürzt sich zudem durch den Entfall der Ortsdurchfahrten erheblich. Für den Ausbau zwischen Seerhausen und Döbeln bedarf es noch mehrerer Genehmigungsverfahren und Entscheidungen von den anliegenden Gemeinden über die Streckenvarianten der B 169.
Seit 2013 wurde mit der „Göltzschtalumgehung“ eine Neutrassierung der B 169 zwischen Rodewisch und Siebenhitz (Neustadt/Vogtl.) gebaut. Die Arbeiten sollten ursprünglich im Jahre 2018 abgeschlossen sein, die Eröffnung wurde jedoch wegen Altlastfunden auf 2021 verschoben.

### Brandenburg
Zurzeit ist der teilweise dreistreifige Ausbau der B 169 zwischen der Autobahnanschlussstelle Ruhland und Plessa zur Kraftfahrstraße in Planung. Der 14,5 Kilometer lange Neubau mit mehreren Brücken sollte nach ursprünglicher Planung in zwei Abschnitten ab 2017/2018 beginnen, verzögerte sich jedoch auf (Stand: November 2020) unbestimmte Zeit.[veraltet] Die B 169 stellt zwischen Cottbus und dem Elbe-Elster-Kreis eine überregional wichtige Ost-West-Route dar und besitzt im Landessüden einen hohen Verkehrsanteil.
Das Raumordnungsverfahren (ROV) für die OU Elsterwerda und Plessa im Bereich der B 169 wurde am 4. Januar 2010 eröffnet. Seit Juli 2021 befindet sich das Projekt in der Entwurfsplanung in Betreuung durch die DEGES.
Die geschätzten Baukosten belaufen sich derzeit auf 32,5 Millionen Euro.

## Weiteres
Die B 169 verläuft als Trasse der Niederlausitz quer durch die gesamte Niederlausitz. Von den 257 Kilometern Gesamtlänge sind etwa 30 Kilometer vierstreifig ausgebaut. Teilweise verläuft die Bundesstraße 169 mit anderen Bundesstraßen auf einer Strecke, wie zum Beispiel der B 96.
Der erzgebirgische Folkrocksänger und Liedermacher Stefan Gerlach widmete der Straße, die durch dessen Heimatort Stützengrün führt, das Lied „De 169“ (erschienen 1994).